# Boulengerula fischeri
Boulengerula fischeri là một loài lưỡng cư thuộc họ Caeciliidae.
Đây là loài đặc hữu của Rwanda.
Môi trường sống tự nhiên của chúng là vùng núi ẩm nhiệt đới hoặc cận nhiệt đới.